# Roland Beck
Roland Beck (28 september 1959) is een voormalig voetbalscheidsrechter uit Liechtenstein. Hij floot ruim acht jaar (1995-2003) op het hoogste niveau in Europa. Zijn eerste "grote" wedstrijd was de EK-kwalificatieinterland tussen San Marino en Faeröer (1-3) op 11 oktober 1995 in Serravalle.

## Interlands
| Datum      | Plaats     | Wedstrijd               | Uitslag | Competitie        | Kreeg geel | Kreeg voor de tweede keer geel en dus rood | Weggestuurd |
| ---------- | ---------- | ----------------------- | ------- | ----------------- | ---------- | ------------------------------------------ | ----------- |
| 11-10-1995 | Serravalle | San Marino – Faeröer    | 1 – 3   | EK-kwalificatie   | 1          | 0                                          | 0           |
| 24-04-1996 | Belgrado   | Joegoslavië – Faeröer   | 3 – 1   | WK-kwalificatie   | 2          | 0                                          | 0           |
| 10-02-1999 | Serravalle | Cyprus – San Marino     | 4 – 0   | EK-kwalificatie   | 5          | 0                                          | 0           |
| 10-03-1999 | Ta' Qali   | Malta – Moldavië        | 0 – 2   | Vriendschappelijk | 5          | 0                                          | 0           |
| 28-02-2001 | Luxemburg  | Luxemburg – Finland     | 0 – 1   | Vriendschappelijk | ?          | ?                                          | ?           |
| 29-03-2003 | Jerevan    | Armenië – Noord-Ierland | 1 – 0   | EK-kwalificatie   | 3          | 0                                          | 0           |